# (37948) 1998 HN23
1998 HN23 (asteroide 37948) é um asteroide da cintura principal. Possui uma excentricidade de 0.06530280 e uma inclinação de 14.63979º.
Este asteroide foi descoberto no dia 25 de abril de 1998 por NEAT em Haleakala.